# Soul Clap
Soul Clap (noto anche con l'eponimo Showbiz & A.G.) è il primo EP del duo hip hop statunitense Showbiz & A.G., pubblicato nel 1992 dalla Payday Records, filiale della Universal.

## Descrizione
| Recensione | Giudizio |
| ---------- | -------- |
| AllMusic   | [ 1 ]    |

Primo sforzo del duo, l'EP rispecchia un suono e un rapping tipicamente newyorkesi. Il lavoro non ottiene un notevole successo commerciale, tuttavia contribuisce a costruire un nucleo di base di appassionati del duo nella East Coast.

## Tracce
La traccia 6 presenta delle parti di rapping non accreditate di Diamond D & Lord Finesse. La traccia 8 presenta degli scratches di DJ Premier.
1. Intro – 1:05
2. Party Groove (Instrumental) – 3:18
3. Soul Clap (Short Version) – 4:02 – Diamond D
4. Catchin' Wreck – 4:15
5. Party Groove (Bass Mix) – 3:19
6. Diggin' in the Crates – 6:00
7. Soul Clap (Off Beat Mix) – 4:18
8. Giant in the Mental – 4:26

## Classifiche settimanali
| Classifica (1992)         | Posizione massima |
| ------------------------- | ----------------- |
| US Top R&B/Hip-Hop Albums | 78                |